# Hiroshi Katayama
Hiroshi Katayama (片山 洋, Katayama Hiroshi, Tokio, 28 mei 1940) is een Japans voormalig voetballer die als verdediger speelde.

## Clubcarrière
In 1959 ging Katayama naar de Keio University, waar hij in het schoolteam voetbalde. Nadat hij in 1963 afstudeerde, ging Katayama spelen voor Mitsubishi Motors. 1965 werd de ploeg opgenomen in de Japan Soccer League, de voorloper van de J1 League. In 8 jaar speelde hij er 107 competitiewedstrijden en scoorde 3 goals. Met deze club werd hij in 1969 kampioen van Japan. Katayama veroverde er in 1971 de Beker van de keizer. Katayama beëindigde zijn spelersloopbaan in 1972.

## Japans voetbalelftal
Katayama debuteerde in 1961 in het Japans nationaal elftal en speelde 38 interlands.

## Statistieken
| Japans voetbalelftal | Japans voetbalelftal | Japans voetbalelftal |
| Jaar                 | Wed.                 | Dlp.                 |
| -------------------- | -------------------- | -------------------- |
| 1961                 | 4                    | 0                    |
| 1962                 | 1                    | 0                    |
| 1963                 | 5                    | 0                    |
| 1964                 | 1                    | 0                    |
| 1965                 | 4                    | 0                    |
| 1966                 | 6                    | 0                    |
| 1967                 | 5                    | 0                    |
| 1968                 | 3                    | 0                    |
| 1969                 | 4                    | 0                    |
| 1970                 | 0                    | 0                    |
| 1971                 | 5                    | 0                    |
| Totaal               | 38                   | 0                    |